# Gliese 710
Gliese 710 è una stella nana arancione situata nella costellazione del Serpente, che possiede una magnitudine apparente pari a 9,66 e una massa che misura 0,4–0,6 volte quella solare. Si trova a circa 63 anni luce dalla Terra.
Apparentemente sembra trattarsi di una stella irrilevante, ma non è così; i dati rilevati dal satellite Hipparcos (moto proprio, distanza e velocità radiale) indicano che la stella si avvicinerà progressivamente al Sole, fino ad arrivare, fra 1,3 milioni di anni, ad una distanza minima di 0,1663 anni luce (10 555 UA) dalla Terra. Nel momento di massima vicinanza sarà una stella di elevata magnitudine, brillante come lo è ora Antares. Il moto proprio della stella è molto piccolo per la sua distanza, e questo significa che sta procedendo in linea retta verso il nostro punto di osservazione, come paragone si veda Arturo.
Si suppone che, a causa della periodica influenza gravitazionale, tra circa 1,4 milioni di anni la combinazione fra la massa di Gliese 710 e la sua distanza relativamente piccola dal Sistema solare perturberà la Nube di Oort, causando un'ondata di comete verso il Sistema solare interno con conseguente aumento del rischio di impatti. Ciononostante, recenti studi, condotti da García-Sánchez e dal suo team, indicano che tale perturbazione gravitazionale dovuta al passaggio della stella non provocherà un numero di crateri maggiore al 5% del numero attuale.
Da notare che la stella con il secondo più grande effetto perturbativo negli ultimi 10 milioni di anni è stata Algol, un sistema stellare triplo con una massa totale pari a 5,8 masse solari, che arrivò alla distanza minima di 9,8 anni luce 7,3 milioni di anni fa.